# Saint-Amans-Soult
Saint-Amans-Soult település Franciaországban, Tarn megyében. Lakosainak száma 1524 fő (2022. január 1.). Saint-Amans-Soult Castans, Albine, Bout-du-Pont-de-Larn, Mazamet és Saint-Amans-Valtoret községekkel határos.

## Népesség
A település népessége az elmúlt években az alábbi módon változott:
| Lakosok száma | 1646 | 1657 | 1733 | 1577 | 1539 | 1527 | 1514 | 1501 | 1524 |
|               | 2013 | 2015 | 2016 | 2017 | 2018 | 2019 | 2020 | 2021 | 2022 |